# José Manuel Fernández Barranquero
José Manuel Fernández Barranquero (Málaga, 19 de marzo de 1975) es un deportista español que compitió en atletismo adaptado. Ganó dos medallas en los Juegos Paralímpicos de Sídney 2000.

## Palmarés internacional
| Juegos Paralímpicos | Juegos Paralímpicos | Juegos Paralímpicos | Juegos Paralímpicos |
| Año                 | Lugar               | Medalla             | Prueba              |
| ------------------- | ------------------- | ------------------- | ------------------- |
| 2000                | Sídney (Australia)  | Medalla de plata    | 4 × 400 m T46       |
| 2000                | Sídney (Australia)  | Medalla de bronce   | 800 m T46           |